# Campeonato Mundial de Atletismo Júnior de 2004
O Campeonato Mundial de Atletismo Júnior de 2004 foi a décima edição do Campeonato Mundial de Atletismo Júnior. Foi realizado em Grosseto, Itália entre 12 e 18 Julho no Estádio Carlo Zecchini.

## Resultados

### Masculino
| Evento                 | Ouro                                                                              | Ouro        | Prata                                                                         | Prata       | Bronze                                                                     | Bronze      |
| ---------------------- | --------------------------------------------------------------------------------- | ----------- | ----------------------------------------------------------------------------- | ----------- | -------------------------------------------------------------------------- | ----------- |
| 100 m                  | Ivory Williams · Estados Unidos                                                   | 10.29 SB    | Abidemi Omole · Estados Unidos                                                | 10.31       | Remaldo Rose · Jamaica                                                     | 10.34       |
| 200 m                  | Andrew Howe · Itália                                                              | 20.28 CR    | Leigh Julius · África do Sul                                                  | 20.88       | Jamil James · Trindade e Tobago                                            | 21.00       |
| 400 m                  | LaShawn Merritt · Estados Unidos                                                  | 45.25 WLJ   | Nagmeldin Ali Abubakr · Sudão                                                 | 45.97       | Obakeng Ngwigwa · Botswana                                                 | 45.97 NJR   |
| 800 m                  | Majed Saeed Sultan · Catar                                                        | 1:47.33 PB  | Alfred Kirwa Yego · Quénia                                                    | 1:47.39 PB  | Selahattin Çobanoglu · Turquia                                             | 1:47.71 NJR |
| 1500 m                 | Abdelati Iguider · Marrocos                                                       | 3:35.53 CR  | Benson Marrianyi Esho · Quénia                                                | 3:35.80 PB  | Brimin Kipruto · Quénia                                                    | 3:35.96 PB  |
| 5000 m                 | Augustine Kiprono Choge · Quénia                                                  | 13:28.93 SB | Bado Worku · Etiópia                                                          | 13:30.45 PB | Tariku Bekele · Etiópia                                                    | 13:30.86    |
| 10,000 m               | Boniface Kiprop Toroitich · Uganda                                                | 28:03.77 CR | Fabiano Joseph Naasi · Tanzânia                                               | 28:04.45 SB | Ryuji Ono · Japão                                                          | 28:30.45    |
| 110 m B                | Aries Merritt · Estados Unidos                                                    | 13.56       | Dayron Robles · Cuba                                                          | 13.77       | Kevin Craddock · Estados Unidos                                            | 13.77       |
| 400 m B                | Kerron Clement · Estados Unidos                                                   | 48.51 CR    | Brandon Johnson · Estados Unidos                                              | 48.62 PB    | Ibrahim Al-Hamaidi · Arábia Saudita                                        | 48.94 AJR   |
| 3000 m Obs.            | Ronald Kipchumba Rutto · Quénia                                                   | 8:23.32 PB  | Musa Amer Obaid · Catar                                                       | 8:23.38 AJR | Moustafa Ahmed Shebto · Catar                                              | 8:26.04 PB  |
| Marcha atlética 10 km  | Andrey Ruzavin · Rússia                                                           | 40:58.15    | Vladimir Kanaykin · Rússia                                                    | 40:58.48 SB | Kim Hyun-Sub · Coreia do Sul                                               | 40:59.24 SB |
| 4 x 100 metros         | Estados Unidos · Trell Kimmons · Abidemi Omole · Ivory Williams · LaShawn Merritt | 38.66 WJR   | Jamaica · Kawayne Fisher · Kevin Stewart · Andre Wellington · Remaldo Rose    | 39.27 SB    | Japão · Naohiro Shinada · Hiroyuki Noda · Yuichi Shokawa · Naoki Tsukahara | 39.43 SB    |
| 4 x 400 metros         | Estados Unidos · Brandon Johnson · LaShawn Merritt · Jason Craig · Kerron Clement | 3:01.09 WJR | África do Sul · Wouter le Roux · Chris Gebhardt · Leigh Julius · L.J. van Zyl | 3:04.50 AJR | Japão · Kazunori Ota · Hiroyuki Noda · Teppei Suzuki · Yudai Sasaki        | 3:05.33 AJR |
| Salto em altura        | Michael Mason · Canadá                                                            | 2.21 PB     | Marius Hanniske · Alemanha                                                    | 2.21        | Hu Tong · China                                                            | 2.21        |
| Salto com vara         | Dmitry Starodubtsev · Rússia                                                      | 5.50 PB     | Germán Chiaraviglio · Argentina                                               | 5.45        | Liu Feiliang · China                                                       | 5.40        |
| Salto em distância     | Andrew Howe · Itália                                                              | 8.11 WJL    | Godfrey Khotso Mokoena · África do Sul                                        | 8.09 NJR    | John Thornell · Austrália                                                  | 7.89        |
| Salto triplo           | Godfrey Khotso Mokoena · África do Sul                                            | 16.77       | Zhu Shujing · China                                                           | 16.64       | Viktor Kuznyetsov · Ucrânia                                                | 16.58 NJR   |
| Arremesso de peso 6 kg | Georgi Ivanov · Bulgária                                                          | 20.70       | Jakub Giza · Polónia                                                          | 20.05 PB    | Aleksander Grekov · Rússia                                                 | 19.98       |
| Disco 1.75 kg          | Ehsan Haddadi · Irã                                                               | 62.14       | Oleg Pirog · Rússia                                                           | 60.28 PB    | Luka Rujevic · Sérvia e Montenegro                                         | 59.82       |
| Martelo 6 kg           | Andrey Azarenkov · Rússia                                                         | 74.11       | Mohsen El Anany · Egito                                                       | 72.98       | Kamilius Bethke · Alemanha                                                 | 71.91       |
| Dardo                  | Aleksey Tovarnov · Rússia                                                         | 79.38 WLJ   | Lohan Rautenbach · África do Sul                                              | 74.42 PB    | Júlio César de Oliveira · Brasil                                           | 73.86       |
| Decatlo                | Andrei Krauchanka · Bielorrússia                                                  | 8126 CR     | Aleksey Sysoyev · Rússia                                                      | 8047 NJR    | Norman Müller · Alemanha                                                   | 7942 NJR    |

### Feminino
| Evento                | Ouro                                                                                      | Ouro        | Prata                                                                                   | Prata        | Bronze                                                                         | Bronze      |
| --------------------- | ----------------------------------------------------------------------------------------- | ----------- | --------------------------------------------------------------------------------------- | ------------ | ------------------------------------------------------------------------------ | ----------- |
| 100 m                 | Ashley Owens · Estados Unidos                                                             | 11.13 WJL   | Jasmen Baldwin-Foss · Estados Unidos                                                    | 11.34        | Sally McLellan · Austrália                                                     | 11.40 PB    |
| 200 m                 | Shalonda Solomon · Estados Unidos                                                         | 22.82 CR    | Anneisha McLaughlin · Jamaica                                                           | 23.21 SB     | Nickesha Anderson · Jamaica                                                    | 23.46       |
| 400 m                 | Natasha Hastings · Estados Unidos                                                         | 52.04 PB    | Sonita Sutherland · Jamaica                                                             | 52.41        | Ashlee Kidd · Estados Unidos                                                   | 52.45       |
| 800 m                 | Natalya Koreyvo · Bielorrússia                                                            | 2:01.47 NJR | Simona Barcău · Roménia                                                                 | 2:02.23 PB   | Kay-Ann Thompson · Jamaica                                                     | 2:02.67 NJR |
| 1500 m                | Nelya Neporadna · Ucrânia                                                                 | 4:15.90     | Anna Alminova · Rússia                                                                  | 4:16.32 PB   | Siham Hilali · Marrocos                                                        | 4:17.39     |
| 3000 m                | Jebichi Yator · Quénia                                                                    | 8:59.80 PB  | Safa Aissaoui · Tunísia                                                                 | 9:02.47 NJR  | Siham Hilali · Marrocos                                                        | 9:03.16 PB  |
| 5000 m                | Meselech Melkamu · Etiópia                                                                | 15:21.52 CR | Catherine Chikwakwa · Malawi                                                            | 15:36.22 NJR | Chiaki Iwamoto · Japão                                                         | 15:39.59    |
| 100 m B               | Ronetta Alexander · Estados Unidos                                                        | 13.28       | Sabrina Altermatt · Suíça                                                               | 13.39 NJR    | Stephanie Lichtl · Alemanha                                                    | 13.40       |
| 400 m B               | Ekaterina Kostetskaya · Rússia                                                            | 55.55 WJL   | Zuzana Hejnová · Chéquia                                                                | 57.44 NJR    | Sherene Pinnock · Jamaica                                                      | 57.54 PB    |
| 3000 m Obs.           | Gladys Jerotich Kipkemoi · Quénia                                                         | 9:47.26 CR  | Ancuţa Bobocel · Roménia                                                                | 9:49.03 AJR  | Cătălina Oprea · Roménia                                                       | 9:50.04 PB  |
| Marcha atlética 10 km | Irina Petrova · Rússia                                                                    | 45:50.39 PB | Zhang Nan · China                                                                       | 45:58.54 SB  | Vera Sokolova · Rússia                                                         | 46:53.02 SB |
| 4 x 100 metros        | Estados Unidos · Ashley Owens · Juanita Broaddus · Jasmen Baldwin-Foss · Shalonda Solomon | 43.49 WJL   | Jamaica · Nickesha Anderson · Tracy-Ann Rowe · Anneisha McLaughlin · Schillonie Calvert | 43.63 SB     | França · Natacha Vouaux · Lina Jacques-Sébastien · Aurélie Kamga · Nelly Banco | 43.68 NJR   |
| 4 x 400 metros        | Estados Unidos · Alexandria Anderson · Ashlee Kidd · Stephanie Smith · Natasha Hastings   | 3:27.60 WJR | Rússia · Victoriya Talko · Mariya Shapaeva · Olga Soldatova · Ekaterina Kostetskaya     | 3:30.03 NJR  | Jamaica · Nyoka Cole · Maris Wisdom · Sherene Pinnock · Sonita Sutherland      | 3:30.37 SB  |
| Salto em altura       | Iryna Kovalenko · Ucrânia                                                                 | 1.93 WLJ    | Svetlana Shkolina · Rússia                                                              | 1.91 PB      | Sharon Day · Estados Unidos                                                    | 1.91 PB     |
| Salto com vara        | Elizaveta Ryzih · Alemanha                                                                | 4.30 PB     | Anna Schultze · Alemanha                                                                | 4.25 PB      | Zhao Yingying · China                                                          | 4.25        |
| Salto em distância    | Denisa Ščerbová · Chéquia                                                                 | 6.61        | Sophie Krauel · Alemanha                                                                | 6.47         | Veronika Shutkova · Bielorrússia                                               | 6.22 PB     |
| Salto triplo          | Anastasiya Taranova · Rússia                                                              | 13.94 WJL   | Xie Limei · China                                                                       | 13.77        | Tatyana Yakovleva · Rússia                                                     | 13.67       |
| Shot put              | Michelle Carter · Estados Unidos                                                          | 17.55 PB    | Anna Avdeyeva · Rússia                                                                  | 17.13 PB     | Christina Schwanitz · Alemanha                                                 | 16.52       |
| Disco                 | Ma Xuejun · China                                                                         | 57.85 SB    | Darya Pishchalnikova · Rússia                                                           | 57.37        | Nadine Müller · Alemanha                                                       | 57.13       |
| Martelo               | Mariya Smolyachkova · Bielorrússia                                                        | 66.81 CR    | Yang Qiaoyu · China                                                                     | 61.67        | Laura Gibilisco · Itália                                                       | 60.95       |
| Dardo                 | Vivian Zimmer · Alemanha                                                                  | 58.50 CR    | Annika Suthe · Alemanha                                                                 | 57.15        | Annabel Thomson · Austrália                                                    | 56.01 AJR   |
| Heptatlo              | Justine Robbeson · África do Sul                                                          | 5868 WJL    | Viktorija Zemaityté · Lituânia                                                          | 5810 PB      | Julia Mächtig · Alemanha                                                       | 5679 PB     |

## Quadro de medalhas
| Quadro de medalhas |                     |      |       |        |       |
| #                  | País                | Ouro | Prata | Bronze | Total |
| 1                  | Estados Unidos      | 13   | 3     | 3      | 19    |
| 2                  | Rússia              | 7    | 8     | 3      | 18    |
| 3                  | Quénia              | 4    | 2     | 1      | 7     |
| 4                  | Bielorrússia        | 3    | 0     | 1      | 4     |
| 5                  | Alemanha            | 2    | 4     | 6      | 12    |
| 6                  | África do Sul       | 2    | 4     | 0      | 6     |
| 7                  | Itália              | 2    | 1     | 0      | 3     |
| 7                  | Ucrânia             | 2    | 1     | 0      | 3     |
| 9                  | China               | 1    | 5     | 2      | 8     |
| 10                 | Etiópia             | 1    | 1     | 1      | 3     |
| 10                 | Catar               | 1    | 1     | 1      | 3     |
| 12                 | Chéquia             | 1    | 1     | 0      | 2     |
| 13                 | Marrocos            | 1    | 0     | 2      | 3     |
| 14                 | Bulgária            | 1    | 0     | 0      | 1     |
| 14                 | Canadá              | 1    | 0     | 0      | 1     |
| 14                 | Irã                 | 1    | 0     | 0      | 1     |
| 14                 | Uganda              | 1    | 0     | 0      | 1     |
| 18                 | Jamaica             | 0    | 4     | 5      | 9     |
| 19                 | Roménia             | 0    | 2     | 1      | 3     |
| 20                 | Argentina           | 0    | 1     | 0      | 1     |
| 20                 | Cuba                | 0    | 1     | 0      | 1     |
| 20                 | Egito               | 0    | 1     | 0      | 1     |
| 20                 | Lituânia            | 0    | 1     | 0      | 1     |
| 20                 | Malawi              | 0    | 1     | 0      | 1     |
| 20                 | Polónia             | 0    | 1     | 0      | 1     |
| 20                 | Sudão               | 0    | 1     | 0      | 1     |
| 20                 | Suíça               | 0    | 1     | 0      | 1     |
| 20                 | Tanzânia            | 0    | 1     | 0      | 1     |
| 20                 | Tunísia             | 0    | 1     | 0      | 1     |
| 30                 | Japão               | 0    | 0     | 4      | 4     |
| 31                 | Austrália           | 0    | 0     | 3      | 3     |
| 32                 | Botswana            | 0    | 0     | 1      | 1     |
| 32                 | Brasil              | 0    | 0     | 1      | 1     |
| 32                 | França              | 0    | 0     | 1      | 1     |
| 32                 | Coreia do Sul       | 0    | 0     | 1      | 1     |
| 32                 | Arábia Saudita      | 0    | 0     | 1      | 1     |
| 32                 | Sérvia e Montenegro | 0    | 0     | 1      | 1     |
| 32                 | Trindade e Tobago   | 0    | 0     | 1      | 1     |
| 32                 | Turquia             | 0    | 0     | 1      | 1     |